# Microlicia pilosissima
Microlicia pilosissima är en tvåhjärtbladig växtart som beskrevs av Célestin Alfred Cogniaux. Microlicia pilosissima ingår i släktet Microlicia och familjen Melastomataceae. Inga underarter finns listade i Catalogue of Life.